# Watertoren (Breda Wilhelminasingel)
De watertoren aan de Wilhelminasingel bij het Wilhelminapark in Breda Centrum in Breda is ontworpen door architect Jan Schotel in neorenaissance stijl en werd gebouwd in 1893-1894. De watertoren heeft een hoogte van 42,00 meter en heeft één waterreservoir van 500 m3.
In 1974 werd de toren buiten gebruik gesteld en kreeg in hetzelfde jaar de status rijksmonument. De toren was niet meer nodig omdat de drukfunctie bijna overal was overgenomen door pompen. De gemeente verkocht de toren voor bijna 51.000 gulden (E 23.000) aan Verzekeringsmaatschappij Midglas BV. De toren is in 1976 verbouwd tot kantoorruimte. In 2003 is de toren opnieuw verkocht, ditmaal aan de Rotterdamse vastgoed- en beleggingsmaatschappij De Groene Groep, die er zijn Bredase kantoor heeft gevestigd. De watertoren is sinds 2018 onder beheer van Urban Interest BV en wordt verhuurd aan verschillende bedrijven.